# Matthias Lendt
Matthias Lendt (* 6. September 1962 in Eisfeld) ist ein ehemaliger deutscher Radsportler. Er startete von 1979 bis 1988 für den Sportclub Turbine Erfurt. Seine Stärke lag insbesondere im Zeitfahren.

## Sportliche Laufbahn
1979 gewann er in seiner Altersklasse die DDR-Meisterschaften in der Mannschaftsverfolgung und damit seinen ersten nationalen Titel. 1982 wurde er DDR-Meister im Bergzeitfahren. 1987 wurde er nationaler Meister der DDR im Mannschaftszeitfahren (mit Mario Kummer, Rauch und Thomas Schmidt). Einen herausragenden Erfolg verbuchte er 1984 mit dem Sieg bei der internationalen Thüringen-Rundfahrt mit drei Etappensiegen, nachdem er 1982 bereits den 3. Platz belegt hatte. 1986 folgte ein 2. Platz bei einem Etappensieg. 1983 wurde er erneut Dritter.
An der Internationalen Friedensfahrt nahm er 1985 teil und wurde 28. im Endergebnis. Er startete mit guten Ergebnissen bei zahlreichen internationalen Rundfahrten, z. B.:
- 1982 - 10. Bulgarien-Rundfahrt, 15. Grand Prix Wilhelm Tell (Schweiz)
- 1983 - 5. Tunesien-Rundfahrt, 13. Marokko-Rundfahrt, 16. DDR-Rundfahrt
- 1984 - 5. Kuba-Rundfahrt, 6. DDR-Rundfahrt
- 1985 - 13. Kuba-Rundfahrt, 16. DDR-Rundfahrt, 26. Colorado-Rundfahrt (USA)
- 1986 - 4. DDR-Rundfahrt, 22. Rheinland-Pfalz-Rundfahrt
- 1987 - 9. Griechenland-Rundfahrt, 27. Jugoslawien-Rundfahrt

Im Bahnradsport gewann er mit Mathias Kittel bei den Winterbahnmeisterschaften 1983 die Silbermedaille im Zweier-Mannschaftsfahren.
Nach einer weniger erfolgreichen Saison 1988 (bestes Ergebnis war der dritte Platz bei Rund um Leipzig) beendete er seine Laufbahn.